# Bureau voor Openbare Gezondheidszorg
Het Bureau voor Openbare Gezondheidszorg is het nationale instituut in Suriname dat zich richt op de bewaking en bevordering van de algemene volksgezondheid.

## Geschiedenis
In 1728 werden vroege preventieve maatregelen genomen tegen lepra en daarna tegen quarantaine- en andere besmettelijke ziekten. De behandeling van framboesia met arsfenamine had in 1911 zoveel succes, dat de framboesiakliniek in Groningen daarna gesloten kon worden. Daarnaast waren er tussen 1915 tot 1918 en 1921 tot 1923 campagnes van de Rockefeller Foundation tegen haakwormen en was er van 1927 tot 1933 een dienst tegen besmettelijke endemische ziektebeheersing. Daarnaast waren er consultatiebureaus rondom de geboorte, en voor ziektes als lepra, tuberculose en geslachtsziektes. In 1931 werd een school geopend voor kinderen van wie vermoed werd dat ze lepra hadden.
Ondanks al deze initiatieven, met daarnaast het werk in verschillende ziekenhuisinstellingen, bestond er vóór 1927 nog geen georganiseerde publieke gezondheidszorg. In dat jaar kwam daar verandering in met de oprichting van (de voorloper van) het BOG.
Het Centraal Laboratorium is sinds de oprichting in augustus 1961 een onderdeel van het BOG. Een ander onderdeel is het Nationaal Tuberculose Programma.
Medio jaren 2010 werd er enkele malen gesproken over verzelfstandiging van het Bureau voor Openbare Gezondheidszorg.